# Adelfo Regino Montes
Adelfo Regino Montes (Santa María Alotepec, Oaxaca; 9 de marzo de 1973) es un abogado, luchador social y académico mixe. Es licenciado en Derecho por la Universidad Autónoma Benito Juárez de Oaxaca. Desde 2018 se desempeña como director general del Instituto Nacional de los Pueblos Indígenas.

## Biografía
Abogado indígena que desde la década de los noventa participó en Servicios del Pueblo Mixe y en la Asamblea de Autoridades Mixes (ASAM), instancias que han promovido el reconocimiento y ejercicio de la autonomía del Pueblo Mixe en el plano regional. Como resultado de este trabajo ha dado acompañamiento al proceso de reconocimiento de los derechos de los pueblos indígenas en el régimen jurídico nacional e internacional, particularmente en las negociaciones para la adopción de la Declaración de las Naciones Unidas sobre los Derechos de los Pueblos Indígenas y la correspondiente Declaración Americana de la OEA.
En 1974 participó en un congreso Nacional Indígena convocado por la Diócesis de San Cristóbal. En 1980 fundó el Comité de Defensa y Desarrollo de los Recursos Naturales, Humanos y Culturales de la Región Mixe (Codremi), organización concentrada en la defensa del extractivismo contra la minería. En 1984 fundó, junto con otros pueblos mixes, la Asamblea de Autoridades Mixes (ASAM), donde continuaron los pueblos que participaron del Codremi. Después nació SerMixe en 1988. Como resultado de este trabajo, en 1995 sirvió como asesor del Ejército Zapatista de Liberación Nacional en la negociación que dio lugar a los Acuerdos de San Andrés.
Entre 2010 y 2016 sirvió como Secretario de Asuntos Indígenas del Gobierno de Oaxaca bajo la administración de Gabino Cué Monteagudo. A esta, renunció después de los hechos de la Masacre de Nochixtlán.
También sirvió como asesor de la Comisión de Pueblos y Barrios Originarios y Comunidades Indígenas Residentes de la Asamblea Constituyente de la Ciudad de México entre 2016-2017.
Ha formado parte de la Junta de Gobierno del Centro de Estudios Ayuuk-Universidad Indígena Intercultural Ayuuk, del consejo directivo del Colegio Superior para la Educación Integral e Intercultural de Oaxaca, de la Academia Mexicana de Derechos Humanos y de la Red Mundial de los Pueblos Indígenas sobre Cambio Climático y Desarrollo Sostenible.
Desde 2018 trabaja como director general del Instituto Nacional de los Pueblos Indígenas del Gobierno de México. 